# Valle de Tabladillo
Valle de Tabladillo – gmina w Hiszpanii, w prowincji Segowia, w Kastylii i León, o powierzchni 16,46 km². W 2011 roku gmina liczyła 112 mieszkańców.